# Amt Krausnick
Koordinaten: 52° 2′ N, 13° 50′ O
Das Amt Krausnick war ein kurfürstlich-brandenburgisches bzw. königlich-preußisches Domänenamt, das 1728 geschaffen wurde. Ab 1814 wurde es in ein Rentamt umgewandelt. Es hatte seinen Amtssitz in Krausnick (Amt Unterspreewald im Landkreis Dahme-Spreewald) und gehörte zur königlichen Herrschaft Wusterhausen (später Königs Wusterhausen). Das Gebiet des Amtes lag in den heutigen Gemeinden Krausnick-Groß Wasserburg, Märkisch Buchholz, Unterspreewald, der Stadt Lübben (Spreewald) und der Stadt Luckau im Land Brandenburg. Das Amt Krausnick wurde 1848 mit dem Amt Buchholz vereinigt und de facto aufgelöst.

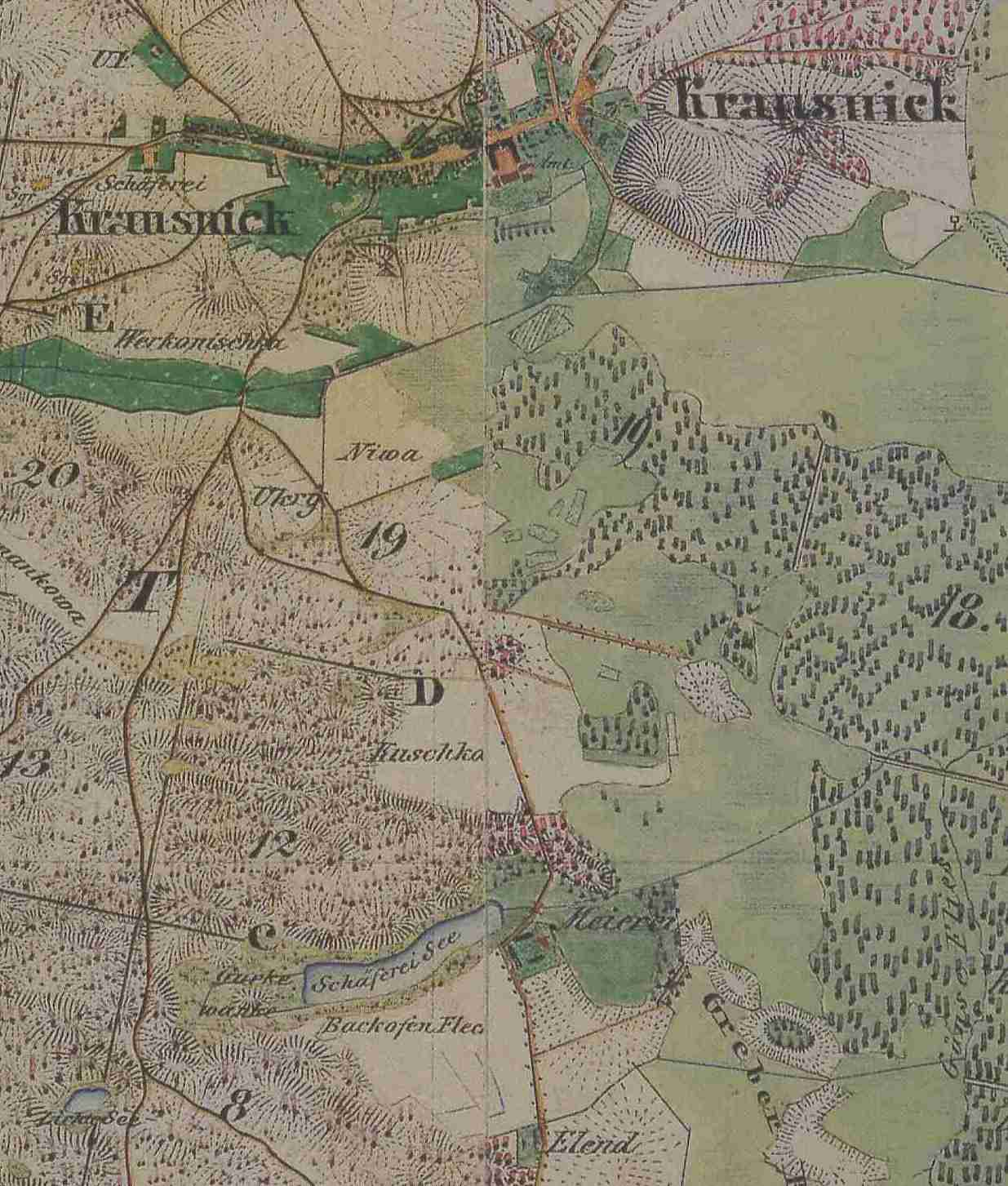
Krausnick auf den Urmesstischblättern 3948 Oderin von 1841 und 3949 Schlepzig von 1846 (kombiniert) mit Amtssitz im Dorf, Schäferei und Meierei.

## Lage
Das sechs Dörfer und mehrere Einzelgehöfte umfassende Amt lag überwiegend zusammenhängend im mittleren Teil des heutigen Landkreises Dahme-Spreewald. Lediglich der Ort Kaden lag als Exklave ca. 14 km südlich des Großteils des Amtsgebietes, vor 1815 in der damals sächsischen Niederlausitz. Das ehemalige Amtsgebiet gehört heute zu den Gemeinden Krausnick-Groß Wasserburg, Unterspreewald, der Stadt Märkisch Buchholz, der Stadt Luckau und zu einem sehr kleinen Teil auch zur Stadt Lübben (Spreewald).

## Geschichte
Das Amt Krausnick wurde 1728 mit Kauf des Dorfes Krausnick gebildet. Bereits in den ersten Jahrzehnten des Amtes wurden mehrere neue Vorwerke, meist Schäfereien angelegt. Im Verlauf des Siebenjährigen Krieges plünderten österreichische Husaren auf ihrem Vormarsch nach Berlin besonders das Amt Krausnick. 1814 wurden die Vorwerke verpachtet und das Amt in ein Rentamt umgewandelt. 1816 hatte das Amt Krausnick 1230 Einwohner. 1830 wurde das Amt wieder verpachtet.

### Zugehörige Orte
Im Wesentlichen zusammengestellt nach dem Ortschaftsverzeichnis von 1817:
- Brandschäferei (auch Schäferei Dürre Ziege genannt, existiert nicht mehr). Die Schäferei wurde um 1745 angelegt, 1844 wurde sie abgebrochen.
- Gartenhaus. Auf dem Urmesstischblatt 3948 Oderin ist nordnordöstlich der ursprünglichen Brandschäferei, und südlich des Luchsees ein Gartenhaus verzeichnet. Später wurde an dieser Stelle ein Forsthaus errichtet, das Brand genannt wurde.[5]
- Buck auch Bugk (Forsthaus, zu Kraußnick gehörig) (existiert nicht mehr, lag unmittelbar westlich vom äußersten südlichen Zipfel der Krausnicker Gemarkung, aber bereits auf der Groß Lubolzer Gemarkung. Groß Lubolz ist ein Wohnplatz der Stadt Lübben (Spreewald))
- Leibsch-Damm (Dahme, Forsthaus) (heute ein bewohnter Gemeindeteil im Ortsteil Leibsch der Gemeinde Unterspreewald)
- Heidekrug (Krug, zu Kraußnick gehörig)
- Heidemeierei (Meierei, zu Kraußnik gehörig) (heute ein Wohnplatz in der Gemeinde Krausnick-Groß Wasserburg)
- Kaden (Exklave) (heute ein Ortsteil der Stadt Luckau). Friedrich Wilhelm I. kaufte diesen Ort am 26. Mai 1735 von den Brüdern und Vettern von Schlieben für 4000 Taler.[6] Kaden wurde in der Kreisreform 1816/7 dem Amt Lübben zugewiesen.
- Köthen (Dorf und Teerofen) (heute ein Ortsteil von Märkisch Buchholz). Köthen wurde 1728 den von Langen auf Groß Wasserburg abgekauft.
- Koplin (Coplin, Forsthaus) (Wohnplatz im Ortsteil Neuendorf am See der Gemeinde Unterspreewald). Schon vor 1745 entstand hier eine Schäferei. Um 1800 wurde hier eine Försterei eingerichtet.
- Krausnick (Kraußnick, Dorf und Amtsvorwerk) (heute ein Ortsteil der Gemeinde Krausnick-Groß Wasserburg). Der Ort wurde am 20. Oktober 1728 zusammen mit Leibsch für 38.000 Taler von Friedrich Erdmann von Oppen an den Landesherrn verkauft.[7]
- Neue Krug, Krug zu Kraußnick gehörig (wird im Urmesstischblatt als Neue Schenke oder Todte Mann bezeichnet. Heute verschwunden, lag am Übergang der L711 zur K6158 westlich von Krausnick)
- Leibsch (Dorf) (heute ein Ortsteil der Gemeinde Unterspreewald). Der Ort wurde am 20. Oktober 1728 zusammen mit Krausnick für 38.000 Taler von Friedrich Erdmann von Oppen angekauft.
- Neuendorf am See (Dorf und Erbzinsgut) (heute ein Ortsteil der Gemeinde Unterspreewald). Der Ort wurde am 28. April 1728 von Siegfried Wilhelm von Stutterheim zusammen mit Groß Eichholz für 30.000 Taler gekauft.[7]
- Groß Wasserburg (Dorf und Vorwerk) (heute ein Ortsteil der Gemeinde Krausnick-Groß Wasserburg). Wurde am 15. Juni 1728 von Kaspar Sigismund von Langen für 40.693 Taler gekauft.[7]
- Klein Wasserburg (Forsthaus) (heute ein bewohnter Gemeindeteil von Münchehofe). Das Forsthaus entstand vor 1745 auf Amtsgebiet.
- Wutscherogge (Wutzerogge, Etablissement) (heute ein Wohnplatz der Gemeinde Unterspreewald). Das Etablissement entstand vor 1775 auf Amtsgebiet.

1848 (1852) wurde das Amt Krausnick zusammen mit dem Amt Buchholz verwaltet, der Amtssitz wurde nach Märkisch Buchholz verlegt und das Amt Krausnick damit de facto aufgelöst. Die Amtsgebäude wurden verpachtet. 1872/4 wurde auch das Amt Buchholz aufgelöst.

## Amtleute (unvollständig)
- 1818 Wilhelm Ludwig Anton Schlesinger, Beamter[10][11]
- 1830 Wilhelm Ludwig Anton Schlesinger, Oberamtmann[3]
- 1832–1836 Ackermann,[12] er wurde 1836 zum Königlichen Oberamtmann ernannt[13]
- 1843 Palm[14]
- 1845 Palm[15]